# Experto crede
Experto crede (з лат., дослівно — Вір досвідченому) — латинська фраза, яка означає «вір тому, хто має досвід у цьому питанні». Ця фраза, зазвичай, використовується автором як звернення до читача (співрозмовника), і сутнісно може перекладатися так: «Вір мені», «Довіряй експерту», «Довіряй тому, хто це спробував (зробити)», або «Довіряй досвіду».
У формі experto credite ця сентенція є цитатою з Енеїди Вергілія (частина XI, рядок 283). Слово «crede», яке слідує за чиїмось персональним ім'ям (напр. — crede John Smith), стверджує, що власне ця особа є експертом з якогось питання.

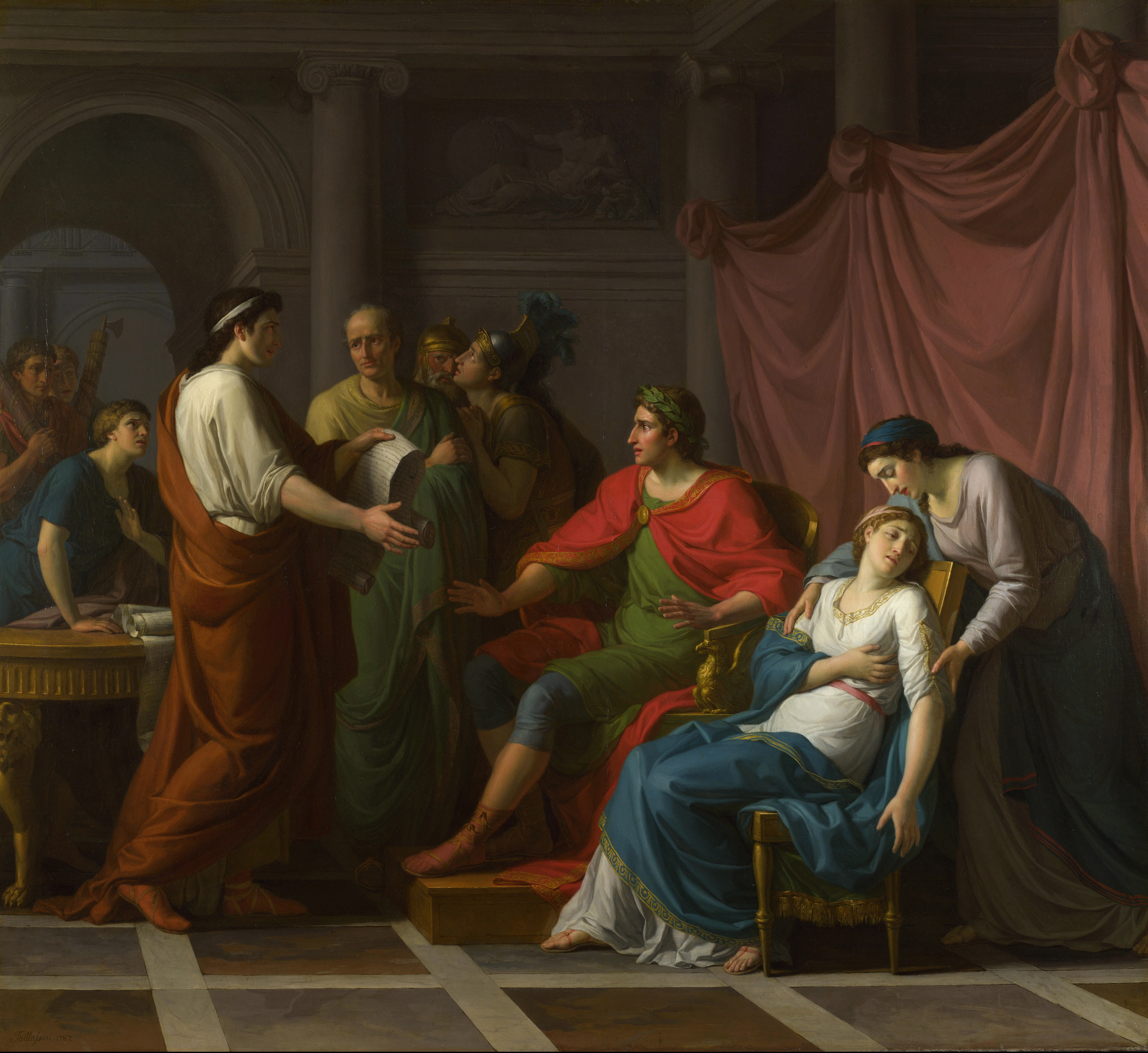
Вергілій читає Енеїду Августу і Октавії", картина Jean-Joseph Taillasson (1787, Національна галерея, Лондон)

Сьогодні фраза Experto crede використовується як девіз окремих інституцій чи організацій, наприклад — є офіційним девізом 89-го Повітряного крила Військово-повітряних Сил США.